# Østrigs Grand Prix 2023
Østrigs Grand Prix 2023 (officielt navn: Formula 1 Rolex Großer Preis von Österreich 2023) var et Formel 1-løb, som blev kørt den 2. juli 2023 på Red Bull Ring i Spielberg, Østrig. Det var det niende løb i Formel 1-sæsonen 2023, og det andet løb i sæsonen, som blev kørt med sprint race-formatet.

## Ræskvalifikation
| Pos.               | Nr. | Kører             | Konstruktør                  | Del 1    | Del 2    | Del 3    | Grid |
| ------------------ | --- | ----------------- | ---------------------------- | -------- | -------- | -------- | ---- |
| 1                  | 1   | Max Verstappen    | Red Bull Racing-Honda RBPT   | 1.05,116 | 1.04,951 | 1.04,391 | 1    |
| 2                  | 16  | Charles Leclerc   | Ferrari                      | 1.05,577 | 1.05,087 | 1.04,439 | 2    |
| 3                  | 55  | Carlos Sainz, Jr. | Ferrari                      | 1.05,339 | 1.04,975 | 1.04,581 | 3    |
| 4                  | 4   | Lando Norris      | McLaren-Mercedes             | 1.05,617 | 1.05,038 | 1.04,658 | 4    |
| 5                  | 44  | Lewis Hamilton    | Mercedes                     | 1.05,673 | 1.05,188 | 1.04,819 | 5    |
| 6                  | 18  | Lance Stroll      | Aston Martin Aramco-Mercedes | 1.05,710 | 1.05,121 | 1.04,893 | 6    |
| 7                  | 14  | Fernando Alonso   | Aston Martin Aramco-Mercedes | 1.05,655 | 1.05,181 | 1.04,911 | 7    |
| 8                  | 27  | Nico Hülkenberg   | Haas-Ferrari                 | 1.05,740 | 1.05,362 | 1.05,090 | 8    |
| 9                  | 10  | Pierre Gasly      | Alpine-Renault               | 1.05,515 | 1.05,308 | 1.05,170 | 9    |
| 10                 | 23  | Alexander Albon   | Williams-Mercedes            | 1.05,673 | 1.05,387 | 1.05,823 | 10   |
| 11                 | 63  | George Russell    | Mercedes                     | 1.05,686 | 1.05,428 | N/A      | 11   |
| 12                 | 31  | Esteban Ocon      | Alpine-Renault               | 1.05,729 | 1.05,453 | N/A      | 12   |
| 13                 | 81  | Oscar Piastri     | McLaren-Mercedes             | 1.05,683 | 1.05,605 | N/A      | 13   |
| 14                 | 77  | Valtteri Bottas   | Alfa Romeo-Ferrari           | 1.05,763 | 1.05,680 | N/A      | 14   |
| 15                 | 11  | Sergio Pérez      | Red Bull Racing-Honda RBPT   | 1.05,177 | 2.06,688 | N/A      | 15   |
| 16                 | 22  | Yuki Tsunoda      | AlphaTauri-Honda RBPT        | 1.05,784 | N/A      | N/A      | 16   |
| 17                 | 24  | Zhou Guanyu       | Alfa Romeo-Ferrari           | 1.05,818 | N/A      | N/A      | 17   |
| 18                 | 2   | Logan Sargeant    | Williams-Mercedes            | 1.05,948 | N/A      | N/A      | 18   |
| 19                 | 20  | Kevin Magnussen   | Haas-Ferrari                 | 1.05,971 | N/A      | N/A      | PL1  |
| 20                 | 21  | Nyck de Vries     | AlphaTauri-Honda RBPT        | 1.05,974 | N/A      | N/A      | PL2  |
| 107%-tid: 1.09,674 |     |                   |                              |          |          |          |      |
| Kilde:             |     |                   |                              |          |          |          |      |

Noter:
↑1 - Kevin Magnussen måtte starte fra pit lane efter at have ændret på sin affjedring under parc fermé.
↑2 - Nyck de Vries måtte starte fra pit lane efter at have skiftet dele af sin motor.

## Sprint race-kvalifikation
| Pos.                | Nr. | Kører             | Konstruktør                  | Del 1    | Del 2     | Del 3    | Grid |
| ------------------- | --- | ----------------- | ---------------------------- | -------- | --------- | -------- | ---- |
| 1                   | 1   | Max Verstappen    | Red Bull Racing-Honda RBPT   | 1.06,236 | 1.05,371  | 1.04,440 | 1    |
| 2                   | 11  | Sergio Pérez      | Red Bull Racing-Honda RBPT   | 1.06,924 | 1.05,836  | 1.04,933 | 2    |
| 3                   | 4   | Lando Norris      | McLaren-Mercedes             | 1.06,723 | 1.05,699  | 1.05,010 | 3    |
| 4                   | 27  | Nico Hülkenberg   | Haas-Ferrari                 | 1.06,548 | 1.06,091  | 1:05,084 | 4    |
| 5                   | 55  | Carlos Sainz, Jr. | Ferrari                      | 1.06,187 | 1.05,434  | 1.05,136 | 5    |
| 6                   | 16  | Charles Leclerc   | Ferrari                      | 1.07,061 | 1.05,673  | 1.05,245 | 91   |
| 7                   | 14  | Fernando Alonso   | Aston Martin Aramco-Mercedes | 1.06,611 | 1.05,759  | 1.05,258 | 6    |
| 8                   | 18  | Lance Stroll      | Aston Martin Aramco-Mercedes | 1.06,569 | 1.05,914  | 1.05,347 | 7    |
| 9                   | 31  | Esteban Ocon      | Alpine-Renault               | 1.06,840 | 1.05,604  | 1.05,366 | 8    |
| 10                  | 20  | Kevin Magnussen   | Haas-Ferrari                 | 1.06,629 | 1.05,730  | 1.05,912 | 10   |
| 11                  | 23  | Alexander Albon   | Williams-Mercedes            | 1.06,892 | 1.06,152  | N/A      | 11   |
| 12                  | 10  | Pierre Gasly      | Alpine-Renault               | 1.06,873 | 1.06,360  | N/A      | 12   |
| 13                  | 22  | Yuki Tsunoda      | AlphaTauri-Honda RBPT        | 1.06,896 | 1.06,369  | N/A      | 13   |
| 14                  | 21  | Nyck de Vries     | AlphaTauri-Honda RBPT        | 1.06,704 | 1.06,593  | N/A      | 14   |
| 15                  | 63  | George Russell    | Mercedes                     | 1.06,653 | Ingen tid | N/A      | 15   |
| 16                  | 24  | Zhou Guanyu       | Alfa Romeo-Ferrari           | 1.07,062 | N/A       | N/A      | 16   |
| 17                  | 81  | Oscar Piastri     | McLaren-Mercedes             | 1.07,106 | N/A       | N/A      | 17   |
| 18                  | 44  | Lewis Hamilton    | Mercedes                     | 1.07,282 | N/A       | N/A      | 18   |
| 19                  | 77  | Valtteri Bottas   | Alfa Romeo-Ferrari           | 1.07,291 | N/A       | N/A      | 19   |
| 20                  | 2   | Logan Sargeant    | Williams-Mercedes            | 1.07,426 | N/A       | N/A      | 20   |
| 107%-tid: 1.10,8202 |     |                   |                              |          |           |          |      |
| Kilde:              |     |                   |                              |          |           |          |      |

Noter:
↑1 - Charles Leclerc blev givet en 3-plads straf for at køre i vejen for Oscar Piastri under første del.
↑2 - Eftersom at kvalifikationen blev kørt på en regnvåd bane, var 107%-reglen ikke i effekt.

## Sprint race
| Pos.                                                            | Nr. | Kører             | Konstruktør                  | Omgange | Tid/Udgået | Startpos. | Point |
| --------------------------------------------------------------- | --- | ----------------- | ---------------------------- | ------- | ---------- | --------- | ----- |
| 1                                                               | 1   | Max Verstappen    | Red Bull Racing-Honda RBPT   | 24      | 30.26,730  | 1         | 8     |
| 2                                                               | 11  | Sergio Pérez      | Red Bull Racing-Honda RBPT   | 24      | +21,048    | 2         | 7     |
| 3                                                               | 55  | Carlos Sainz, Jr. | Ferrari                      | 24      | +23,088    | 5         | 6     |
| 4                                                               | 18  | Lance Stroll      | Aston Martin Aramco-Mercedes | 24      | +29,703    | 7         | 5     |
| 5                                                               | 14  | Fernando Alonso   | Aston Martin Aramco-Mercedes | 24      | +30,109    | 6         | 4     |
| 6                                                               | 27  | Nico Hülkenberg   | Haas-Ferrari                 | 24      | +31,297    | 4         | 3     |
| 7                                                               | 31  | Esteban Ocon      | Alpine-Renault               | 24      | +36,602    | 8         | 2     |
| 8                                                               | 63  | George Russell    | Mercedes                     | 24      | +36,611    | 15        | 1     |
| 9                                                               | 4   | Lando Norris      | McLaren-Mercedes             | 24      | +38,608    | 3         |       |
| 10                                                              | 44  | Lewis Hamilton    | Mercedes                     | 24      | +46,375    | 18        |       |
| 11                                                              | 81  | Oscar Piastri     | McLaren-Mercedes             | 24      | +49,807    | 17        |       |
| 12                                                              | 16  | Charles Leclerc   | Ferrari                      | 24      | +50,789    | 9         |       |
| 13                                                              | 23  | Alexander Albon   | Williams-Mercedes            | 24      | +52,848    | 11        |       |
| 14                                                              | 20  | Kevin Magnussen   | Haas-Ferrari                 | 24      | +56,593    | 10        |       |
| 15                                                              | 10  | Pierre Gasly      | Alpine-Renault               | 24      | +57,652    | 12        |       |
| 16                                                              | 22  | Yuki Tsunoda      | AlphaTauri-RBPT              | 24      | +1.04,822  | 13        |       |
| 17                                                              | 21  | Nyck de Vries     | AlphaTauri-Honda RBPT        | 24      | +1.05,617  | 14        |       |
| 18                                                              | 2   | Logan Sargeant    | Williams-Mercedes            | 24      | +1.06,059  | 20        |       |
| 19                                                              | 24  | Zhou Guanyu       | Alfa Romeo-Ferrari           | 24      | +1.10,825  | 16        |       |
| 20                                                              | 77  | Valtteri Bottas   | Alfa Romeo-Ferrari           | 24      | +1.16,435  | PL1       |       |
| Hurtigste omgang: Nico Hülkenberg (Haas) - 1.10,180 (omgang 24) |     |                   |                              |         |            |           |       |
| Kilde:                                                          |     |                   |                              |         |            |           |       |

Noter:
↑1 - Valtteri Bottas måtte starte fra pit lane efter et problem under opvarmningsomgangen.

## Resultat
| Pos.                                                               | Nr. | Kører             | Konstruktør                  | Omgange | Tid/Udgået  | Startpos. | Point |
| ------------------------------------------------------------------ | --- | ----------------- | ---------------------------- | ------- | ----------- | --------- | ----- |
| 1                                                                  | 1   | Max Verstappen    | Red Bull Racing-Honda RBPT   | 71      | 1:25.33,607 | 1         | 261   |
| 2                                                                  | 16  | Charles Leclerc   | Ferrari                      | 71      | +5,155      | 2         | 18    |
| 3                                                                  | 11  | Sergio Pérez      | Red Bull Racing-Honda RBPT   | 71      | +17,188     | 15        | 15    |
| 4                                                                  | 4   | Lando Norris      | McLaren-Mercedes             | 71      | +26,327     | 4         | 12    |
| 5                                                                  | 14  | Fernando Alonso   | Aston Martin Aramco-Mercedes | 71      | +30,317     | 7         | 10    |
| 6                                                                  | 55  | Carlos Sainz, Jr. | Ferrari                      | 71      | +31,3772    | 3         | 8     |
| 7                                                                  | 63  | George Russell    | Mercedes                     | 71      | +48,403     | 11        | 6     |
| 8                                                                  | 44  | Lewis Hamilton    | Mercedes                     | 71      | +49,1963    | 5         | 4     |
| 9                                                                  | 18  | Lance Stroll      | Aston Martin Aramco-Mercedes | 71      | +59,043     | 6         | 2     |
| 10                                                                 | 10  | Pierre Gasly      | Alpine-Renault               | 71      | +1.07,6674  | 9         | 1     |
| 11                                                                 | 23  | Alexander Albon   | Williams-Mercedes            | 71      | +1.19,7675  | 10        |       |
| 12                                                                 | 24  | Zhou Guanyu       | Alfa Romeo-Ferrari           | 70      | +1 omgang   | 17        |       |
| 13                                                                 | 2   | Logan Sargeant    | Williams-Mercedes            | 70      | +1 omgang6  | 18        |       |
| 14                                                                 | 31  | Esteban Ocon      | Alpine-Renault               | 70      | +1 omgang7  | 12        |       |
| 15                                                                 | 77  | Valtteri Bottas   | Alfa Romeo-Ferrari           | 70      | +1 omgang   | 14        |       |
| 16                                                                 | 81  | Oscar Piastri     | McLaren-Mercedes             | 70      | +1 omgang   | 13        |       |
| 17                                                                 | 21  | Nyck de Vries     | AlphaTauri-Honda RBPT        | 70      | +1 omgang8  | PL        |       |
| 18                                                                 | 20  | Kevin Magnussen   | Haas-Ferrari                 | 70      | +1 omgang9  | PL        |       |
| 19                                                                 | 22  | Yuki Tsunoda      | AlphaTauri-RBPT              | 70      | +1 omgang10 | 16        |       |
| Ret                                                                | 27  | Nico Hülkenberg   | Haas-Ferrari                 | 12      | Elektronik  | 8         |       |
| Hurtigste omgang: Max Verstappen (Red Bull) - 1.07,012 (omgang 71) |     |                   |                              |         |             |           |       |
| Kilde:                                                             |     |                   |                              |         |             |           |       |

Noter:
↑1 - Inkluderer point for hurtigste omgang.
↑2 - Carlos Sainz Jr. blev givet en 10-sekunders straf for at køre af banen. Hans slutposition gik som resultat fra 4. til 6. pladsen.
↑3 - Lewis Hamilton blev givet en 10-sekunders straf for at køre af banen. Hans slutposition gik som resultat fra 7. til 8. pladsen.
↑4 - Pierre Gasly blev givet en 10-sekunders straf for at køre af banen. Hans slutposition gik som resultat fra 9. til 10. pladsen.
↑5 - Alexander Albon blev givet en 10-sekunders straf for at køre af banen. Hans slutposition forblev uændret af straffen.
↑6 - Logan Sargeant blev givet en 15-sekunders straf for at køre af banen. Hans slutposition forblev uændret af straffen.
↑7 - Esteban Ocon blev givet en 30-sekunders straf for at køre af banen. Hans slutposition gik som resultat fra 12. til 14. pladsen.
↑8 - Nyck de Vries blev givet en 15-sekunders straf for at køre af banen og en 5-sekunders straf for at tvinge Kevin Magnussen af banen. Hans slutposition gik som resultat fra 15. til 17. pladsen.
↑9 - Kevin Magnussen blev givet en 5-sekunders straf for at køre af banen. Hans slutposition gik dog som resultat af Yuki Tsunodas straf fra 19. til 18. pladsen.
↑10 - Yuki Tsunoda blev givet en 15-sekunders straf for at køre af banen. Hans slutposition gik som resultat fra 17. til 19. pladsen.

## Stilling i mesterskaberne efter løbet
| Pos. | Kører            | Point |
| ---- | ---------------- | ----- |
| 1    | Max Verstappen   | 229   |
| 2    | Sergio Pérez     | 148   |
| 3    | Fernando Alonso  | 131   |
| 4    | Lewis Hamilton   | 106   |
| 5    | Carlos Sainz Jr. | 82    |

| Pos. | Konstruktør           | Point |
| ---- | --------------------- | ----- |
| 1    | Red Bull-Honda RBPT   | 377   |
| 2    | Mercedes              | 178   |
| 3    | Aston Martin-Mercedes | 175   |
| 4    | Ferrari               | 154   |
| 5    | Alpine-Renault        | 47    |